# Marianne Racine
Marianne Racine (* 4. Dezember 1956 in Haparanda, als Marianne Granvik) ist eine schwedische Jazzsängerin und -pianistin, die in der Schweiz lebt.

## Leben und Wirken
Racine wuchs in Nordschweden auf; an der Musikhochschule Piteå legte sie ein Klavier- und Schulmusikdiplom ab. Als Sängerin ist sie Autodidaktin und nahm bereits in Schweden mit Mats Ronander und Svank Theressen auf. Seit 1984 lebt sie in Zürich, wo sie zunächst im Duo mit Dennis Armitage sowie mit Jürg Morgenthalers JM Rhythm Four auftrat. Mit Daniel Schenker, Roland von Flüe, Hugo Helfenstein, David Ruosch  Hämi Hämmerli und Alberto Canonico führte sie Mitte der 1990er Jahre Rambazamba, ein Jazzprogramm für Kinder, auf. Sie arbeitete in den Gruppen Voice Meets Bass mit Christoph Sprenger, 3 voices & a tuba und 3 voices & a bass.
In ihrem eigenen Quartett interpretiert sie neben Jazzstandards auch „eigenwillige Adaptionen“ skandinavischer Volkslieder; daneben tritt sie im Duo Tuliaisia mit Vera Kappeler, im Duo mit Esther Mottini und in verschiedenen Formationen mit Michael Bucher auf. In Schweden tourt sie mit Norrbottensmusiken.
Als Pianistin, Sängerin und Arrangeurin war sie auch an Theaterproduktionen beteiligt; ferner trat sie mit der Danish Radio Bigband, der Esther Bächlin Group, dem Zurich Jazz Orchestra, Joel Reif, Bänz Oesters Snow of Tomorrow, UtzingerZwiauerRast, Christoph Gallio und Peter Sigrists Vocal Contact auf. Am Migros New Jazz Festival (1995) war sie Mentorin. 
An der Zürcher Hochschule der Künste unterrichtet sie Gesang, Ensemble und Fachdidaktik.

## Diskographische Hinweise
- Marianne Racine Quartet Sångbook 2 (SRF 2014, mit Daniel Baschnagel, Patrick Sommer, Pius Baschnagel)
- Marianne Racine Quartet Sångbook (TCB Records 2003, mit Andy Scherrer, Bänz Oester, Norbert Pfammatter)
- 3 voices & a bass Safari (Brambus 2000, mit Samira Mall, Bruno Amstad, Bänz Oester)
- 3 voices & a tuba Live at Moods (TCB Records 1997, mit Samira Mall, Peggy Chew, Michael Frey)
- Racine-Steffen Group Buried Treasures (Brambus 1993/1994 mit Heiner Althaus, Bruno Steffen, Hans Peter Künzle, Alfred Kramer)
- Mariane Racine & Dennis Armitage All My Music (LP DRS 1989)
- Mariane Racine & DRS-Band Swedish Portrait (LP DRS 1987)

## Lexikalische Einträge
- Bruno Spoerri (Hrsg.):  Biografisches Lexikon des Schweizer Jazz. CD-Beilage zu: Bruno Spoerri (Hrsg.): Jazz in der Schweiz. Geschichte und Geschichten. Chronos, Zürich 2005, ISBN 3-0340-0739-6.